# Mars 1985

## Événements
- Recul du parti du Congrès lors des élections régionales en Inde, notamment dans le Maharashtra, où une coalition du BJP et du Janata Party est victorieuse.
- Liban : les Forces libanaises se soulèvent contre Amine Gemayel et portent à leur tête Samir Geagea et Elie Hobeika.

- 1er mars : restauration de la démocratie en Uruguay.

- 5 mars : échec et fin de la longue grève des mineurs au Royaume-Uni (plus d'un an).

- 10 - 20 mars (guerre Iran-Irak) : opération Badr. L’Iran abandonne sa tactique des vagues humaines et prépare de petites offensives sur des points précis.

- 11 mars : Mikhaïl Gorbatchev remplace Konstantin Tchernenko à la tête de l'URSS. Après avoir assuré son pouvoir en changeant les membres du Politburo, Gorbatchev lance une campagne destinée à réformer la société soviétique. Son ordre du jour parle de perestroïka[1] (restructuration) de l’économie nationale et de glasnost (transparence) dans les affaires politiques et culturelles.

- 12 mars : pourparlers américano-soviétiques sur les armes spatiales, les missiles intercontinentaux et intermédiaires, à Genève.
- 13 mars : naissance de Stéphane Ponthieux.

- 15 mars : le vice-président José Sarney remplace Tancredo Neves à la présidence du Brésil (fin en 1990). Il impose un programme d'austérité économique et introduit une nouvelle monnaie pour tenter de contenir une inflation galopante qui se montera à 1 000  % en 1989.

- 17 mars au 16 septembre : exposition universelle de Tsukuba.

- 21 mars : 70 personnes sont tuées par la police lors de la 25e commémoration du massacre de Sharpeville à Port Elizabeth.

- 22 mars : enlèvement à Beyrouth au Liban de deux diplomates français, Marcel Carton et Marcel Fontaine, revendiqué par le Jihad islamique.

- 25 mars, (Formule 1) : Grand Prix automobile du Brésil.

- 26 mars : accords de Bruxelles, préparant l’entrée de l’Espagne dans la CEE.
- 29 mars : Attentat du cinéma Rivoli Beaubourg à Paris, blessant 18 personnes.

- 30 mars (Chili) : Caso Degollados: on découvre les dépouilles de trois intellectuels communistes (deux syndicaliste et un membre du Vicaría de la Solidaridad, association catholique de défense des droits de l'homme) sauvagement assassinés. La junte prétend faire passer les meurtres pour des « règlements de compte entre marxistes », mais le scandale provoque finalement la démission du général César Mendoza.

- 31 mars : le PDC remporte les législatives au Salvador avec 33 sièges sur 60 contre 13 pour l’ARENA. Le Salvador connaît alors une dérive conservatrice sur le plan économique. Des mesures impopulaires succèdent aux échecs des négociations de paix. La corruption généralisée altère la crédibilité du régime.

## Naissances
- 2 mars : Luke Pritchard, chanteur et guitariste du groupe anglais The Kooks.
- 5 mars :
  - David Marshall, footballeur international écossais.
  - Ken'ichi Matsuyama, acteur japonais.
  - Stanislau Shcharbachenia, rameur d'aviron biélorusse.
  - Willem Viljoen, joueur sud-africain de badminton.
  - Aleš Vodseďálek, coureur du combiné nordique tchèque.
- 7 mars : Hassania El Azzar, judokate marocaine.
- 8 mars : Ewa Sonnet, chanteuse et modèle polonaise.
- 10 mars : Cooper Andrews, acteur américain.
- 12 mars : Stromae, auteur-compositeur-interprète belge.
- 15 mars : 
  - Kellan Lutz, acteur américain.
  - Cyril Féraud, animateur de télévision français.
- 17 mars : Miles Kane, musicien anglais, chanteur et guitariste des groupes The Rascals et The Last Shadow Puppets.
- 19 mars : Grégoire de Fournas, homme politique français.
- 21 mars : Sonequa Martin-Green, actrice américaine.
- 24 mars : 
  - Anksa Kara, actrice pornographique camerounaise.
  - C.J Perry dite Lana,  catcheuse, actrice et mannequin américaine
- 26 mars : Keira Knightley, actrice britannique.

## Décès
- 10 mars : Konstantin Tchernenko, homme d'État soviétique.
- 23 mars : Zoot Sims, saxophoniste de jazz américain (° 29 octobre 1925).
- 24 mars : Raoul Ubac, peintre, graveur et sculpteur belge (° 31 août 1910).
- 28 mars :
  - Ana Rosa Chacón, féministe et femme politique costaricienne (° 1889).
  - Marc Chagall, peintre français d'origine russe.
- 29 mars : Sœur Sourire, chanteuse belge (Dominique, nique, nique…).